# Kaffeehaus Bernhart

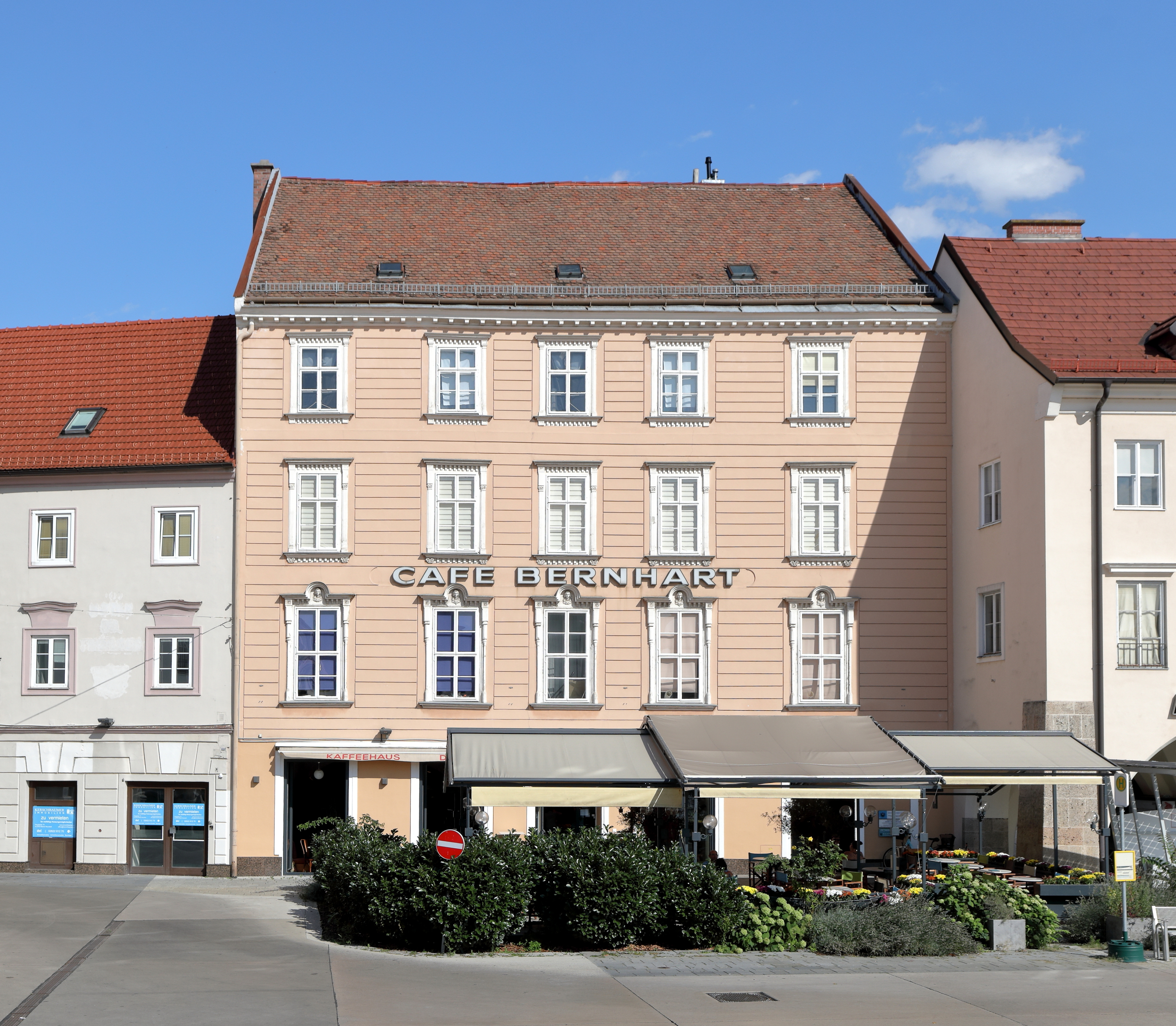
Hauptplatz 20, Wiener Neustadt

Das Kaffeehaus Bernhart, gegründet um 1835, befindet sich am Hauptplatz von Wiener Neustadt und gilt als Konstante der Wiener Kaffeehauskultur jenseits der Wiener Stadtgrenzen. Es ist derzeit geschlossen.

## Geschichte
Das Haus wurde im Jahr 1479 erstmals urkundlich erwähnt. Der Habsburger Friedrich III., damals Kaiser des Heiligen Römischen Reiches, verkaufte es an einen Wiener Neustädter Bürger. Beim Großen Brand von Wiener Neustadt im Jahr 1834 wurde das Interieur des Erdgeschoßes vollständig zerstört und auch die Fassade des Hauses wurde arg in Mitleidenschaft gezogen. Im Zuge der Renovierung wurde im Parterre ein Kaffeehaus eingerichtet und die Fassade erhielt ihr heutiges Aussehen. Im Jahr 1917 erwarb das Ehepaar Leopold und Maria Bernhart das Kaffeehaus und führte es bis 2016 als Familienbetrieb.
Wegen seiner zentralen Lage und seiner Gastlichkeit ist das Bernhart stark im Kulturleben der Stadt verankert. Am 22. Juni 1924 veranstaltete dort der regionale Arbeiterschachbund seine erste Konferenz. Im November 2018 wurde eine Lesung mit der Moderatorin Birgit Pointner veranstaltet.
Der spätere Inhaber, Roman Schärf, gründete in den 1980er Jahren in der Wiener Rotenturmstraße das Daniel Moser, ein Kaffeehaus mit eigener Rösterei, benannt nach dem Wiener Bürgermeister desselben Namens aus dem 17. Jahrhundert. Das Daniel Moser befindet sich an jener Stelle, an der dereinst Johannes Theodat das erste Wiener Kaffeehaus begründet hatte. Daraus ergab sich auch der Untertitel der Marke Daniel Moser – „seit 1685“.
Als die Familie Bernhart zur Jahreswende 2015/16 ihren Rückzug ankündigte, wollte Roman Schärf ursprünglich mit dem lokalen Bäckermeister Karl Linauer und dem Gastronomie-Berater Gerfried Rieger den Traditionsbetrieb neu gestalten. Die beiden Partner schieden aus, der Unternehmer Jürgen Höfler stieg ein. Von Juni 2016 bis Juni 2018 war das Kaffeehaus wegen Umbauarbeiten geschlossen. Rasch nach der Wiederöffnung trennten sich auch Schärf und Höfler. Dann führte Jürgen Höfler das Kaffeehaus allein, mit Jahresbeginn 2020 eine Pächterin, die es im Zuge der COVID-19-Pandemie im März 2020 schloss.

## Das Kaffeehaus
Der Betrieb verfügt über 120 Sitzplätze und zwei Eingänge. Der Vordereingang befindet sich am Hauptplatz und führt zum Backshop, der Bar und einem Gästebereich mit klassischer Bestuhlung. Betritt man das Bernhart von der Grazer Straße, dem Hintereingang, gelangt man in den Billardraum und in das Zimmer, einen Raum, der der Wiener Neustädterin Greta Zimmer Friedman gewidmet wurde.

### Das Zimmer

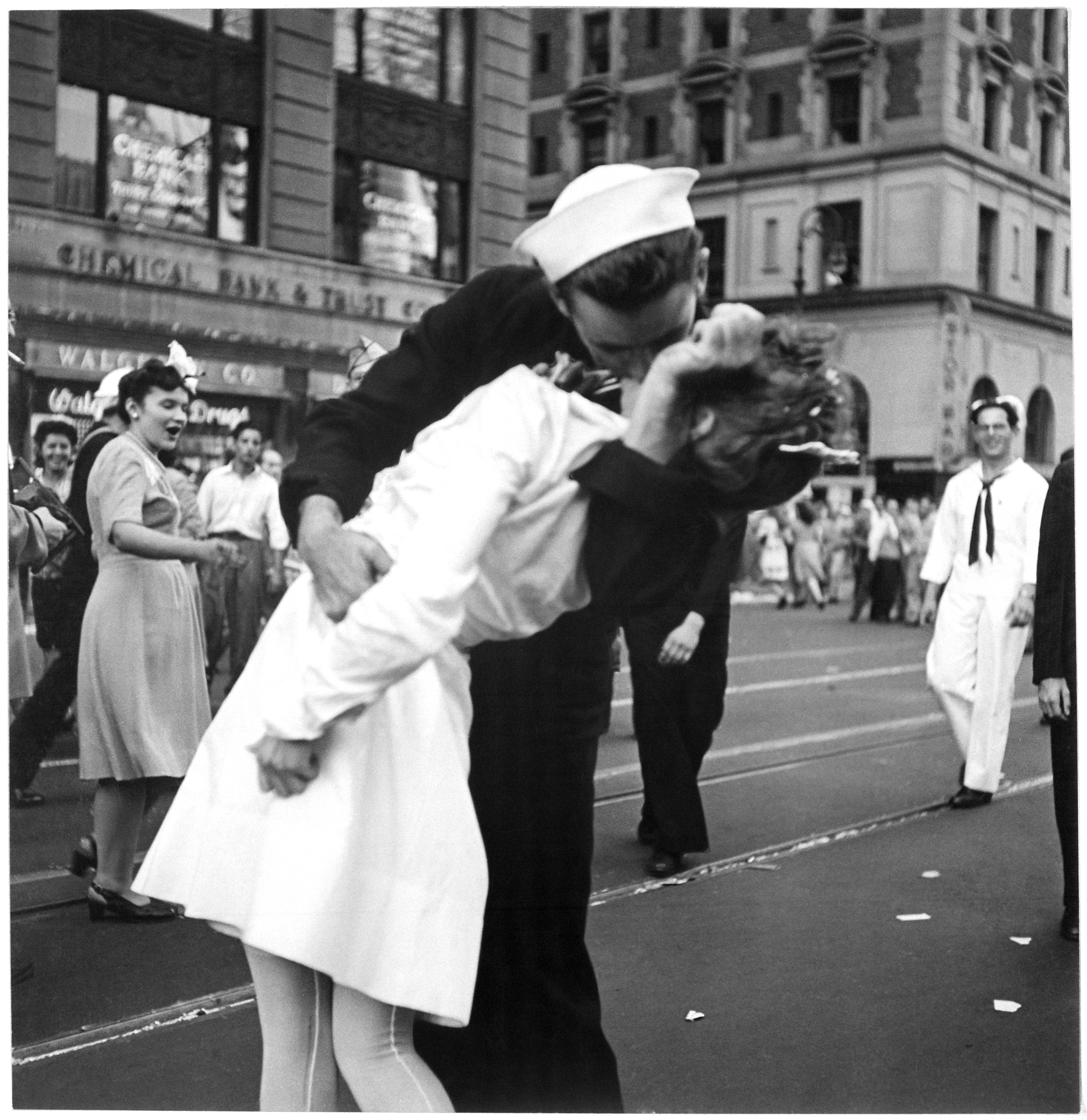
Am Tag des Sieges über Japan 1945 wurde Greta Zimmer am Times Square von einem ihr unbekannten Soldaten gepackt und geküsst.
Foto: Victor Jorgensen

Greta Zimmer musste 1939 im Alter von 15 Jahren gemeinsam mit ihren drei Schwestern wegen ihrer jüdischen Herkunft aus Wiener Neustadt flüchten. Ihre Geschichte wurde von dem Wiener Neustädter Historiker Werner Sulzgruber aufgearbeitet. Am Tag des Sieges der Alliierten, dem 14. August 1945, wurde Greta Zimmer in New York von einem ihr unbekannten Matrosen geküsst – und wurde dadurch unfreiwillig zu einer Foto-Ikone des 20. Jahrhunderts. Grund dafür ist, dass Alfred Eisenstaedt die Szene fotografierte und im Magazin LIFE veröffentlichte. Das Bild wurde schließlich weltweit zum Synonym für eine friedliche und fröhliche Zukunft. Das Zimmer ist mit tiefen Sitzmöbeln und einer Reihe von Memorabilia ausgestattet. Roman Schärf ist überzeugt, „dass die Zimmer-Mädeln seinerzeit im Café Bernhart verkehrt und hier Cremeschnitten gegessen haben.“ Den Raum dominiert die Fotografie des V-J Day in Times Square. Auf einem Bildschirm läuft eine 50-minütige TV-Dokumentation über die die Geschichte des Fotos. Auch in der Speisekarte finden sich zahlreiche Aufnahmen von Alfred Eisenstaedt, Marilyn, die Kennedys, Marlene Dietrich etc. Im August 2018 wurde das Kaffeehaus vom 19-jährigen Ethan Franzblau aus Tampa in Florida besucht, dem Enkelsohn von Josefine Zimmer, Gretas Schwester. Er hat die Flucht seiner Verwandten in einem Video für den Highschool-Abschluss nacherzählt. „Meine Großmutter [...] hat nicht gerne über ihre Kindheit in Wiener Neustadt gesprochen“, sagte er, „die Erinnerungen waren zu schmerzhaft“. Denn die Eltern der Zimmer-Mädchen wurden Opfer des Holocaust.

### Speisen und Getränke
Das Angebot an Speisen und Getränken entspricht einerseits der klassischen Karte eines Wiener Kaffeehauses, andererseits wird besonderer Wert auf lokale und Naturprodukte gelegt. Neben der klassischen Bernhart Cremeschnitte werden hausgemachte Limonaden angeboten. Auch die Mehlspeisen sind hausgemacht, das Brotsortiment stammt von der Wiener Bäckerei Joseph Brot. Der Kaffee wird nach wie vor von der Rösterei Daniel Moser geliefert.

### Billardtisch
Es gibt weiterhin den traditionellen Billardtisch.